# 波德戈连斯基区
波德戈连斯基区（俄语：Подгоренский район）是俄罗斯联邦沃罗涅日州下辖的一个区，其行政中心为波德戈连斯基。据2016年统计，该区的人口为25018人。